# El Cubo de Don Sancho
El Cubo de Don Sancho è un comune spagnolo di 584 abitanti situato nella comunità autonoma di Castiglia e León.